# Randy Foye
Randy Foye (Newark, New Jersey, 24. rujna 1983.) američki je profesionalni košarkaš. Igra na poziciji bek šutera, ali često zna igrati i razigravača. Trenutačno je član NBA momčadi Washington Wizardsa. Izabran je u 1. krugu (7. ukupno) NBA drafta 2006. od strane Boston Celticsa, ali je u razmjeni igrača proslijeđen u Blazerse, a kasnije u Minnesotu Timberwolvese.

## Sveučilište
Foye, Allan Ray, Curtis Sumpter i Jason Fraser su igrači koji su trebali Villanova Wildcatse odvesti do drugog uzastopnog naslova. Ray i Foye stigli su do najbolji osam momčadi ("Final Eight") NCAA prvenstva, igrajući s ostala tri startera u napadačkom sustavu; Kyle Lowry, Mike Nardi i Will Sheridan, dok je Sumpter bio na klupi zbog ozljede koljena. 
Foyeva sveučilišna karijera bila je vrlo dobra i sadržajna, ali tek je u seniorskoj sezoni pokazao svoje prave igre. Na NCAA prvenstvu 2005. godine, Foye je u tri uzastopne utakmice ubacivao preko 20 poena, prije nego što su izgubili od sveučilišta North Caroline Tar Heelsa. Foye je protiv Tar Heelsa postigao učinak karijere od 28 poena, a na kraju sezone izabran je u treću petorku All Big East konferencije. 2006. osvojio je nagradu za Igrača godine All Big East konferencije, pobijedivši u izboru svog suigrača Allana Raya, igrača UConna Rudy Gaya i vodećeg strijelca prvenstva Quincy Doubya iz Rutgersa. U seniorskoj sezoni u prosjeku je postizao 20.5 poena, 5.9 skokova, 3.3 asistencije, 1.4 ukradene lopte i 0.6 blokada po utakmici. 

## NBA

### Minnesota Timberwolves
Foye je svoju rookie sezonu odigrao u momčadi koja već ima šest bekova u momčadi. Izvan sezone T'Wolvesi su na poziciju prvog razigravača doveli slobodnog igrača Mikea Jamesa, a dijelio je minutažu i s niskim krilom Ricky Davisom i bek šuterom Rashadom McCantsom. Zbog toga je Foye ulazio u igru kao zamjena i imao malu minutažu. U studenome je u prosjeku igrao oko 14 minuta, a zbog solidnih igara ta se minutaža postepno povećavala. Svaki puta u četiri odigrane utakmice kada je igrao više od 20 minuta postizao je dvoznamenkast učinak. U prosincu je njegova minutaža porasla na 19.6 minuta. Nakon otpuštanja trenera Dwanea Caseya zbog loših klupskih rezultata (omjer 20 pobjeda i poraza), Foye nastavio sa svojim dobrim igrama. U ožujku je igrao oko 24 minute, a u travanju oko 27 minuta u prosjeku. Odigrao je svih 82 utakmice regularnog dijela sezone, od kojih je 12 započeo u startnoj petorci. U rookie sezoni u prosjeku je postizao 10.1 poen, 2.7 skokova, 2.8 asistencija za 22.9 odigranih minuta. Od svih novaka, Foye je bio peti strijelac, osmi po postotku šuta iz igre, treći u postotku za tricu, treći u postotku slobodnih bacanja, peti asistent i deveti "kradljivac". Izabran je u NBA All-Rookie prvu petorku. 23. prosinca 2008., Foye je s 16 skokova srušio rekord franšize T'Wolvesa iz 1996. koji je postavio Isaiah Rider (15 skokova). 

### Washington Wizards
U srpnju 2009. mijenjan je zajedno s Mikeom Millerom u Washington Wizardse, dok su u smjeru Minnesote otišli Etan Thomas, Oleksiy Pečerov, Darius Songaila i izbor prvog kruga NBA drafta 2009. godine.

## NBA statistika

### Regularni dio
| Godina     | Klub      | Odig. uta. | Uta. poč. | Min. | 2P%  | 3P%  | Sl. bac.% | Skok. | Asist. | Ukr. lop. | Blok. | Poena |
| ---------- | --------- | ---------- | --------- | ---- | ---- | ---- | --------- | ----- | ------ | --------- | ----- | ----- |
| [2006./07. | Minnesota | 82         | 12        | 22.9 | .434 | .368 | .854      | 2.7   | 2.8    | .6        | .3    | 10.1  |
| 2007./08.  | Minnesota | 39         | 31        | 32.3 | .429 | .412 | .815      | 3.3   | 4.2    | .9        | .1    | 13.1  |
| 2008./09.  | Minnesota | 70         | 61        | 35.6 | .407 | .360 | .846      | 3.1   | 4.3    | 1.0       | .4    | 16.3  |
| Ukupno     |           | 191        | 104       | 29.5 | .420 | .374 | .845      | 2.9   | 3.7    | .8        | .2    | 13.0  |

## Vanjske poveznice
- Profil na NBA.com
- Profil  Arhivirana inačica izvorne stranice od 15. travnja 2009. (Wayback Machine) na Basketball-Reference.com